# Andrew Waller
Andrew Waller est un réalisateur et scénariste américain. Il a réalisé les films Taking Five et American Pie : Campus en folie, qui ont tous deux étés sortis en 2007. Avant d'être réalisateur, il a travaillé en tant que photographe sur les courts-métrages Liquid (2001), Hairless (2004) et Miracle Mile (2004). Il a également travaillé comme assistant régisseur sur le film datant de 1996 Mr. Wrong mettant en vedette Ellen DeGeneres et Bill Pullman. En 2005, il réalise et écrit le court métrage Candy Paint. Par la suite, il a écrit en 2014 le scénario de la comédie Search Party mettant en vedette Alison Brie et Krysten Ritter.